# Восстание джихадистов в Буркина-Фасо
Война́ с джихади́стами в Буркина́-Фасо́ — продолжающийся вооруженный конфликт в Буркина-Фасо между правительством и исламистскими фанатиками, конфликт начался в 2015 году. Война привела к бегству более 2 миллионов человек и гибели по меньшей мере 20 000 гражданских лиц и комбатантов. Этот конфликт считается частью войны в Сахеле.

## Предыстория
Регион Сахель в Западной Африке с древности был известен своими широкими экономическим связями с различными точками Африки. Регион находился на пересечении важных торговых путей, кроме обмена, покупки и продажи разного рода товара, попадавшие на местные рынки, Сахель был местом откуда экспортировали золото, поставлявшееся на север, и соли, поставлявшееся на юг. Наличие хорошего географического положения и ресурсной базы обусловило появление централизованных государств, которые вели активную борьбу, как между собой, так и соседними племенами за владение торговыми путями и источниками дохода. Со временем в формировании местной политики стал играть новый фактор – появление ислама. После завоевания арабами Северной Африки в начале VIII века, ислам стал постепенно проникать в регион Сахель сначала через купцов, потом через мусульманских священнослужителей и учёных, а потом через военные конфликты с мусульманскими государствами севера. Со временем, ислам стал укреплять свои позиции в регионе и как следствие стал формироваться особый класс мусульманских священнослужителей известных как мурабиты и тородбе, которые стали получать ощутимое влияние среди местного населения.
Войны в регионе случались и раньше, но именно джихадистские движения берут свои корни с последней четверти XVII века, когда некий мавританский улем из племени «завайя» по имени Насир ад-Дин провозгласил джихад для «восстановления чистоты религиозных обрядов в Фута Торо [регион]». Он заручился поддержкой клерикальных кланов тородбе в борьбе со своими врагами, но к 1677 году его движение было разгромлено местными языческими правителями. После этого поражения часть тородбе бежала на юг, в государство Бунду, в то время как другая часть продолжила свой путь оказавшись в регионе Фута-Джаллон. Благодаря массовой миграции тородбе, те смогли более эффективно распространять ислам, ввиду чего уже в XVIII веке они смогли обратить в ислам народ фульбе:85. Именно этому народу впоследствии будет суждено сыграть ведущую роль в формировании джихадистского движения в регионе. Оправившись от предыдущего поражения, в 1720-х годах в регионе Фута-Джаллон, немного южнее Сахеля, тородбе начали новый джихад, на этот раз под руководством улема по имени Альфа Ба провозгласившего себя амир аль-муминим, или «повелителем правоверных», он призвал к джихаду против языческих государств и народов региона, ему удалось склонить на свою сторону представителей народов фульбе и мадинка, которые присягнули ему на верность и встали под знамена его армии. В результате жестокой войны его сыну Ибрагиму Самбегу в 1727 году удалось создать на захваченных землях первое теократическое мусульманское государство, известное как Имамат Фута-Джаллон:85. 

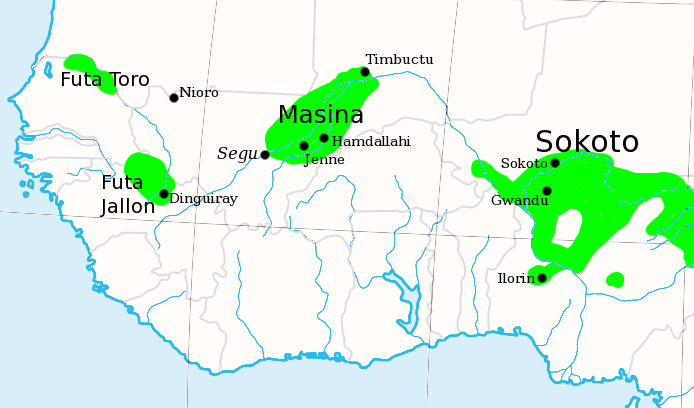
Государства созданные во время джихада фула в Западной Африке, около 1830 года.

Религиозная война в регионе Фута-Джаллон стала отправной точкой для так называемого джихада Фула, происходившего в период с 1725 года по 1830 год, когда во всём Сахеле началась серия религиозных войн под руководством различных мусульманских религиозных деятелей, в результате данного джихада в Сахеле в Западной Африке было создано несколько мусульманских теократических государств: Массина, Имамат Фута Торо, Халифат Сокото. Джихад не смог распространиться дальше на восток ввиду столкновения с могущественным государством Канем, которое, не смотря на серьёзное давление, смогло устоять и выдержать натиск джихадистов, и на западе, где существовали более мелкие государства на побережье Атлантики, такие как царство Джолоф, Ваало, Кайор, Баол, Сине и Салум, которые смогли устоять благодаря помощи Франции, которая имела на побережье Атлантики свои торговые фактории. Во время данного джихада многие африканские государства были уничтожены и покорены мусульманскими завоевателями, те в свою очередь начали активно распространять ислам, часто принудительными методами, а также превратили в рабов огромное количество людей.
После окончания джихада Фула, относительный мир продлился недолго, 1852 году начался новый джихад, на этот раз под руководством Омара Талля. Джихад Фула оказал неизгладимое впечатление на Омара Талля, поскольку Омар с 1836 по 1840 год прожил в халифате Сокото, который был создан в результате данного джихада, впечатлившись его итогами, он вознамерился создать своё теократическое государство превзойдя всех своих предшественников. Навербовав в Сокото воинов, в 1852 году он объявил свой джихад ставя своей целью покорение всего Сахеля. Однако он зашёл настолько далеко, что начал беспощадную войну не только против языческих народов и государств, но против и против тех государств, которые были созданы по итогам джихада Фула. Так, под его натиском была покорена Массина и он стал строить планы по покорению имамата Фута Торо, но его планам помешали французы, которые начали активные военные действия против него, отбросив его армию за пределы границ современного Сенегала, тем не менее ему всё же удалось создать своё государство ставшее известное как Тиджания Омара ал-Хаджа. В попытке обратить всех в ислам, Омар запрещал в своём государстве музыку, танцы, употребление табака и алкоголя. За нарушение этих законов предусматривались суровые наказания, включая штрафы, телесные наказания и смертная казнь. Он вёл беспощадные войны против своих врагов, по итогу которых регион оказался сильно разорён, сам же Омар поплатился за свою жестокость, когда его убили в 1864 году. После смерти Омара, его государство фактически распалось будучи поделенным между его родственниками и военачальниками. 

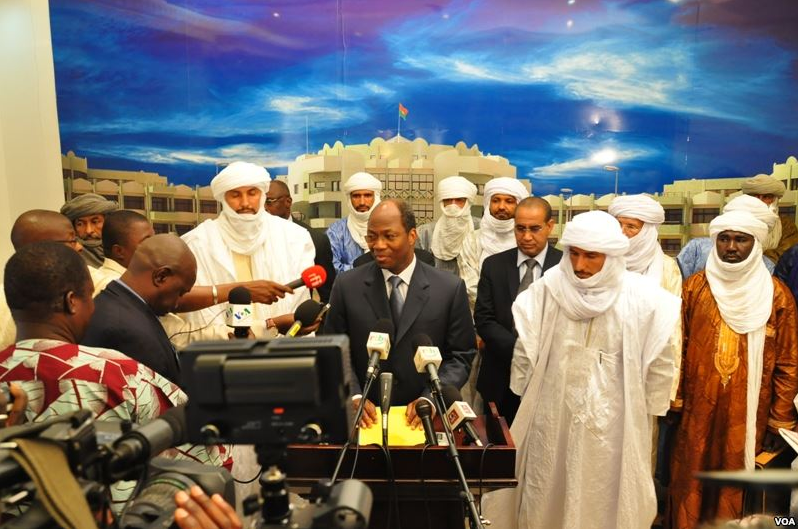
Делегаты различных исламистских группировок встречаются с политиками Буркина-Фасо в 2012 году.

Тем не менее уже в 1878 году началась новая религиозная война, на этот раз её возглавил Самори Туре. Самори являлся одним из военачальников Омара, когда Омар был убит, Самори решил создать уже своё государство называвшееся Вассулу. Он также начал войну под знаменем ислама и подошёл к этому вопросу со всей тщательностью, начав создавать армию по европейскому образцу. Он начал захватывать земли своего бывшего благодетеля, проходя огнём и мечом там чьи земли он наметил захватить. Казалось, что ему в итоге удастся создать свою империю, однако его планам не суждено было сбыться, поскольку Самори решил бросить вызов против колониальных интересов Франции, которая, по результатам нескольких войн, подчинила Вассулу, а его самого пленила и отправила в ссылку в Габон. Только после того как регион Сахель в 1898 году попал под управление Франции, джихадистские войны закончились. Франция установила эффективный контроль над территорией, ликвидируя любые проявления недовольства против своей власти в зародыше и в определённой степени развивая подвластные ей земли. Только после того как колониальной империи Франции пришёл конец в 1958 году и с образованием новых африканских государств, которые оказались в нестабильном состоянии ввиду плохо развитой системы управления и происками своей бывшей колониальной хозяйки Франции, проблема с мусульманским фанатизмом вновь начинает медленно набирать силу.
Президент Буркина-Фасо Блэз Компаоре, который благодаря Франции захватил власть в 1987 году, желал упрочнить своё положение, для этого он начал активно искать поддержки у исламистов, Компаоре начал давать им всяческие льготы и относился к ним намного лучше чем французские колониальные чиновники.
Буркина-Фасо выступала в качестве посредника во время войны в Мали между повстанцами и правительством, что не помешало Буркина-Фасо возглавить интервенцию в Мали в 2013 году с целью поддержки тамошнего правительства. Однако в ноябре 2014 года Компаоре сам был свергнут, что положило началу периода нестабильности.

## Ход событий

### Первый этап
С 2015 года на территории страны начали активную деятельность джихадисткие организации «Исламское государство», «Ансар уль-Ислам» и «Аль-Каида». Их появление здесь связано их присутствием в соседнем Мали.
Первый инцидент произошел 23 августа, когда в Урси был смертельно ранен жандарм. Считается, что за нападением стояла группировка «Боко Харам». В период с августа 2015 по октябрь 2016 года семь различных постов были атакованы по всей стране, в результате чего 15 человек погибли и 11 получили ранения. 9 октября три жандарма, один террорист и одно гражданское лицо были убиты во время боя в Саморогуане, регион Верхние Бассейны. 31 мая 2016 года трое полицейских были застрелены в Интангоме. 1 сентября 2016 года группа из двух-четырёх джихадистов убила сотрудника таможни и гражданское лицо в Маркое, ранив ещё троих. Два дня спустя сахарский террорист Аднан Абу Валид Аль-Сахрауи взял на себя ответственность за нападение.
15 января 2016 года террористы совершили нападение на столицу страны Уагадугу, в результате чего погибли 30 человек. Ответственность взяли на себя «Аль-Каида в странах исламского Магриба» и «Аль-Мурабитун».
В 2016 году число нападений резко возросло после того, как была основана новая группировка «Ансар уль-Ислам», возглавляемая имамом Ибрагимом Маламом Дико. Группировка особенно активна в приграничных территориях Мали и Буркина-Фасо. Значительная часть нападений была совершена в провинции Сум. 16 декабря боевики «Ансар уль-Ислам» убили десятки человек во время нападения на Нассумбу. Первого января 2017 года в Тонгомайеле был убит имам и дезертир из «Ансар уль-Ислам». Два месяца спустя в деревне Курфайель, провинция Сум, джихадистами был убит школьный учитель. 22 марта лидер «Ансар уль-Ислам» Харуна Дико был застрелен силами безопасности в деревне Петега. К этому моменту в общей сложности насчитывалось 70 человек убитых, большинство из которых были солдатами, жандармами и полицейскими, в результате серии из 20 нападений.
В период с 27 марта по 10 апреля 2017 года правительства Мали, Франции и Буркина–Фасо начали совместную операцию под названием «Операция Панга», в которой приняли участие 1300 военнослужащих из трёх стран, в лесу Феро, недалеко от границы Буркина-Фасо и Мали, который считается убежищем для движения «Ансар уль-Ислам». 5 апреля боевики «Джамаат Нусрат аль-Ислам валь-Муслимин» привели в действие самодельное взрывное устройство во время проезда французского военного автомобиля серьёзно повредив его и ранив двух французских военных. Позже, в ходе поисковой операции, отряд союзников всё таки смог обнаружить одну из банд боевиков, но боевики вместо того, чтобы бежать сами перешли в атаку, убив одного французского солдата. В течение последующих двенадцати дней поисков два джихадиста были убиты, восемь взяты в плен и до 200 подозреваемых арестованы. Французские войска быстро перешли в наступление, проведя несколько успешных рейдов в глубь неподконтрольной правительству территории.
27 мая в Петеге боевиками был убит бывший полицейский. В ночь на 2 июня по меньшей мере пять человек, включая супружескую пару и их ребёнка, были убиты в результате нападений боевиков по всей провинции Сум. 9 июня военные задержали 74 жителя деревни Джибо, обвиненных в сотрудничестве с «Ансар уль-Ислам». Несколько жителей деревни подверглись пыткам, двое из них были убиты правительственными силами. 12 июля произошла перестрелка между правительственными войсками и боевиками, в результате которой никто не пострадал.
Главарь «Ансар уль-Ислам» Ибрагим Малам Дикко был убит в июне 2017 года. Его сменил Джафар Дикко. В ночь на 24 июля новым главарём «Ансар уль-Ислам» были казнены пять неугодных членов группировки проиживавших в деревнях Ндиджа, Сид и Нба провинции Сум.
14 августа 2017 года двое боевиков вошли в ресторан города Уагадугу, убив 18 человек, после чего террористы были застрелены буркинийскими полицейскими.
17 августа бронеавтомобиль армии Буркина-Фасо наехал на мину в Туронате, в результате чего погибли три человека и ещё двое получили ранения. 15 сентября боевики в провинции Сум убили трёх человек, в том числе имама и местного деревенского старосту. 23 сентября семь солдат погибли в результате подрыва на мине. Три дня спустя двое жандармов были убиты в результате устроенной боевиками засады. 9 ноября вооружённые силы Буркина-Фасо убили 12 джихадистов в деревне Ариэль.

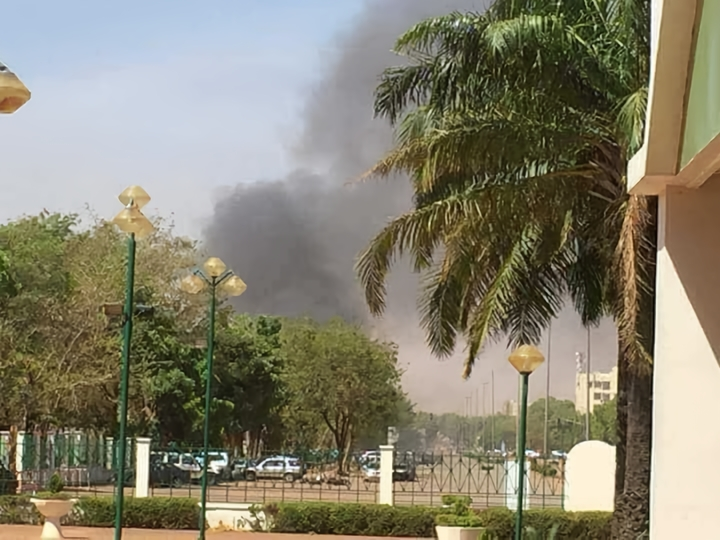
Из здания посольства Франции в Буркина-Фасо поднимается дым во время нападения джихадистов, 2 марта 2018 года.

2 марта 2018 года боевики «Джамаат Нусрат аль-Ислам валь-Муслимин» совершили нападение на посольство Франции в Уагадугу, а также на генеральный штаб армии Буркина-Фасо. Восемь солдат и восемь боевиков были убиты, еще 61 солдат и 24 мирных жителя получили ранения.
В 2018 году джихад распространился на восток страны. 13 июня боевики совершили три нападения: в Тиндангу, на полицейский контрольно-пропускной пункт, на полицейский участок и бригаду жандармерии в Комин-Янге. 12 августа шесть человек были убиты джихадистами в результате взрыва бомбы в Бунгу, недалеко от Фада-Нгурмы. В ночь на 27 августа восемь буркинийских солдат были убиты в результате взрыва, который, вероятно, был осуществлён боевиками в городе Пама. В ночь на 14 сентября, джихадисты убили девять человек в деревнях Диабига и Компьембига, включая местного священника. Джихадисты похитили трёх работников золотого рудника – индийца, южноафриканца и буркинийца, убив при этом трёх буркинийских жандармов. 4 октября шестеро буркинийских солдат погибли после того, как их военная колонна подорвалась на взрывном устройстве. Той же ночью банда из сорока исламистов совершила нападение на местных жандармов в Инате. На следующий день шестеро полицейских погибли в результате подрыва на мине близ Солле.
В начале октября вооружённые силы Буркина-Фасо при поддержке Франции начали крупную военную операцию на востоке страны. 3 декабря жандармы Буркина-Фасо отразили нападение из засады в Буге, в десяти километрах от Фада-Нгурмы, убив шестерых боевиков и ранив ещё одного.

### Второй этап

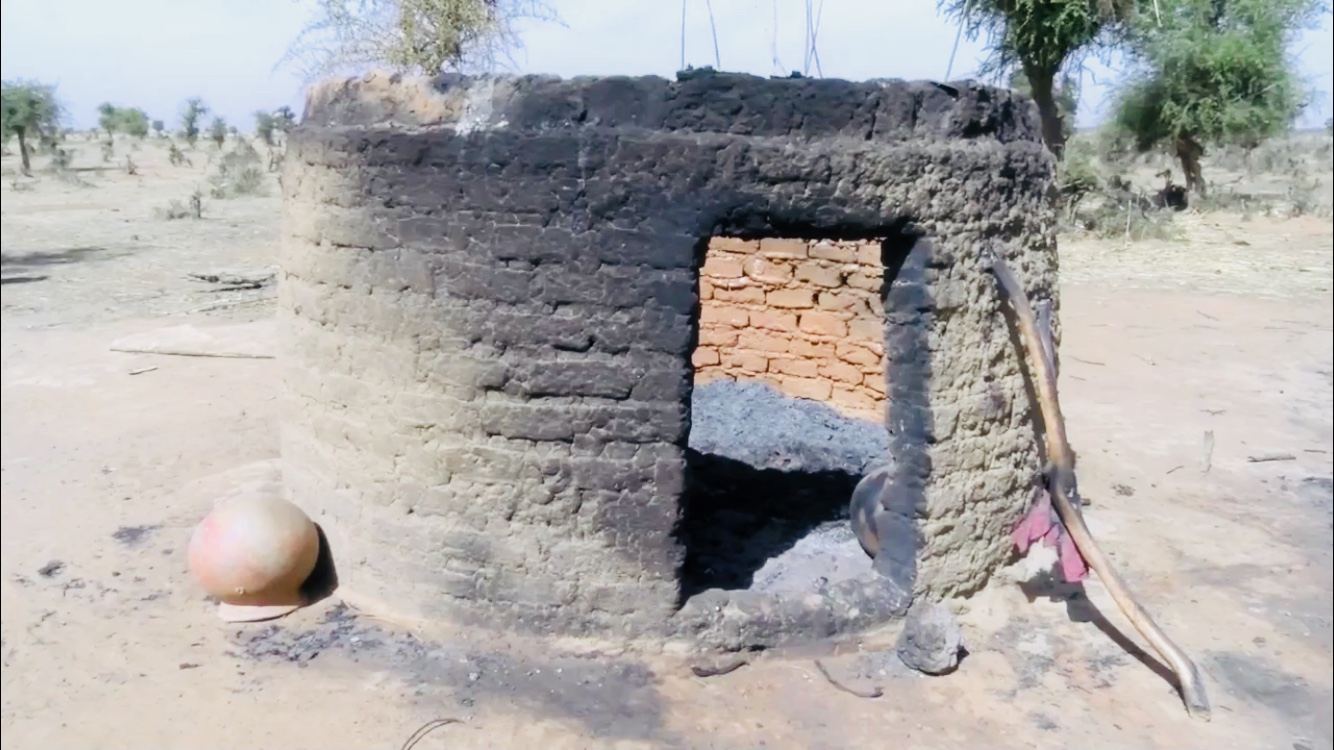
Одна из сожжённых деревень народа фульбе в Йиргу.

Первоначально джихадисты совершали отдельные атаки убивая разных людей и совершая налёты на различные объекты, например, на церкви, школы, больницы и государственные учреждения. С 2019 года они активно захватывают обширные территории для создания «халифата». Для изгнания неугодного мирного населения исламисты стали перекрывать дороги, разрушать инфраструктуру, запугивать и устраивать массовые расстрелы мирных жителей. Из-за деятельности боевиков в некоторых провинциях было введено чрезвычайное положение.
1 января 2019 года боевики убили двадцать человек в деревне Йиргу, департамент Барсалогу. В ответ, жители данной деревни, в основном этнические моси, с подозрением относившиеся к представителям народа фульбе ввиду их большой вовлечённости в джихадистское движение, устроили массовую резню среди фульбе. В результате насилия погибли 72 человека и более 6000 человек были вынуждены покинуть свои дома.
10 января группа из 36 джихадистов убила двенадцать мирных жителей в Гасселики. 17 дней спустя ещё десять мирных жителей были убиты в Сикире, недалеко от Арбинды. 28 января четверо буркинийских солдат были убиты и ещё пятеро ранены в Нассумбу. Сообщалось, что 3–4 февраля джихадисты убили 14 мирных жителей в Каине, в 80 километрах от Вахигуи. 4 февраля солдаты убили 146 джихадистов в департаментах Каин, Бань и Бомборокуй. Американская правозащитная «Human Rights Watch» утверждала, что военные провели несколько внесудебных казней. Некая неправительственная организация «Буркина-Фасо за права человека и народов» сообщала, что, хотя не было обнаружено никаких свидетельств нападения, совершенного террористами в Каине в тот день, правительственные войска убили около шестидесяти мирных жителей.
15 февраля боевики впервые совершили нападение на Восточно-Центральной области. Четверо буркинийцев и испанский священник были убиты на таможенном посту недалеко от границы с Того.
По данным «Human Rights Watch», в период с середины 2018 года по февраль 2019 года по меньшей мере 42 человека были убиты джихадистами, а 116 мирных жителей, в основном представители народа фульбе, были убиты военными Буркина-Фасо. С 31 марта по 2 апреля в результате этнических столкновений между фульбе, курумбас и моси в Арбинде погибли 62 человека.
В 2019 году джихадисты приступили к систематическому преследованию христиан. Активные преследования начались 28 апреля 2019 года, когда шесть человек, включая пастора, были убиты боевиками в протестантской церкви в Силгаджи. 12 мая ещё шесть человек, включая одного священника, были убиты в католической церкви в Дабло после того, как на неё напали исламисты. На следующий день подверглась нападению католическая процессия вблизи Кайона и Синга-Римайбе в департаменте Зимтанга. Четыре мирных жителя были убиты, а статуя Девы Марии разрушена.
В ночь с 9 на 10 мая французские войска атаковали лагерь джихадистов близ города Гором-Гором, освободив четырёх заложников — двух французов, одного корейца и одного американца. Четверо боевиков и двое французских солдат погибли.
9 июня в результате нападения на Арбинду погибли 19 мирных жителей. 18 июня боевики убили 18 человек в деревне Белехеде.
По данным американской некоммерческой организации ACLED, в 2019 году число случаев насилия в Буркина-Фасо увеличилось на 174%, в результате чего погибло почти 1300 гражданских лиц и 860 000 человек покинули свои дома.
4 января 2020 года автобус, перевозивший учащихся средней школы, взорвался после того, как наехал на взрывное устройство между Тоени и Туганом, в результате чего погибло четырнадцать человек. 20 января боевики-джихадисты напали на деревни Награого и Аламу в провинциях Барсалогу и Санматенга убив 36 мирных жителей. На следующий день парламент Буркина-Фасо принял закон, разрешающий вербовку гражданских ополченцев под названием «Коглвеогос» для борьбы с растущей джихадистской активностью. Эта идея была первоначально предложена президентом Марком Каборе в ноябре 2019 года.
25 января боевики вновь напали на деревню Силгаджи, в результате чего погибли 39 мирных жителей. Три дня спустя шесть буркинийских солдат были убиты между Маджоари и Памой в провинции Компьенга. 12 февраля боевики-джихадисты убили двух мирных жителей в Танвальбугу.
16 февраля боевики-джихадисты напали на протестантскую церковь в Панси, в результате чего погибли 24 человека (включая пастора) и ещё 20 получили ранения. Это было за неделю до того, как пять человек (в том числе пастор) были убиты в церкви в соседнем городе Себба.
29 февраля Себба снова подвергся нападению, в результате которого погибли десять полицейских.
8 марта проправительственные ополченцы совершили налёт на деревни народа фульбе Барга-Пеулх и Дингуила-Пеулх, департамент Барга, убив 43 мирных жителя.
7 августа 2020 года в городе Фада-Ньгурм произошёл теракт, в результате нападения неизвестных на рынок крупного рогатого скота по меньшей мере 20 человек погибло.
В октябре около пятидесяти беженцев попытались вернуться в свои родные края. Их колонна попала в засаду посреди ночи в десяти километрах от Писсилы. 25 мужчин-беженцев, примерно половина колонны, были убиты боевиками-джихадистами. Все женщины и дети были пощажены.

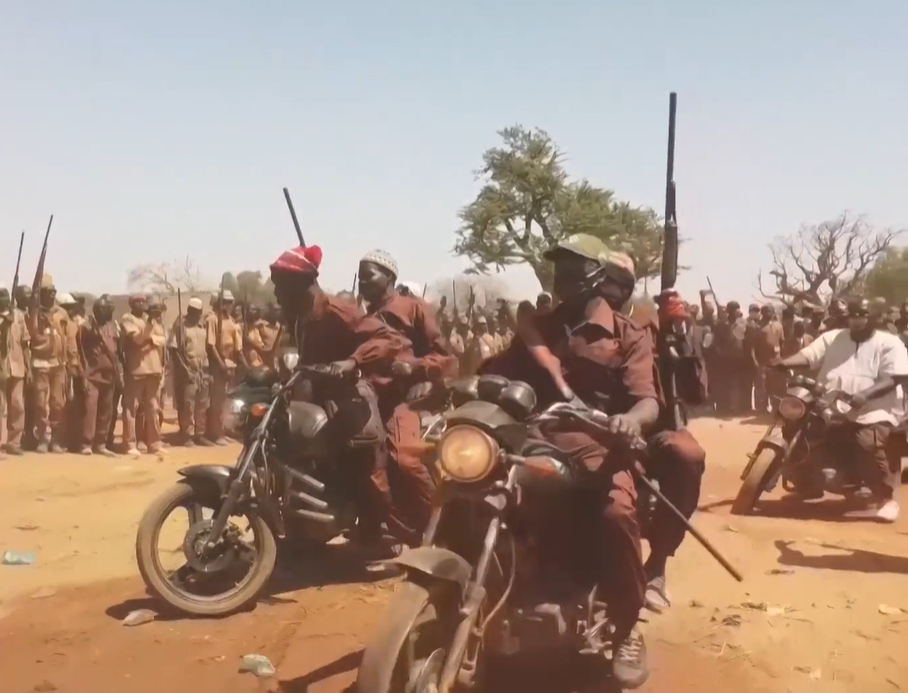
Силы самообороны в Буркина-Фасо в 2021 году.

С 4 по 5 июня боевики устроили резню 170 человек в деревнях Солхан и Тадарьят, что на тот момент стало самым смертоносным нападением на гражданское население за всю войну.
20 августа боевики-джихадисты убили 80 человек в провинции Горгаджи, в том числе 59 гражданских лиц.
Ноябрь стал одним из самых кровавых месяцев в году для Буркина-Фасо. 14 ноября боевики организации «Джамаат Нусрат аль-Ислам валь-Муслимин» совершили нападение на здание жандармерии в Инате, в результате чего погибло 53 человека, в том числе четверо гражданских лиц. Это нападение, которое до сих пор остаётся самой крупной потерей, понесённой вооружёнными силами страны в процессе войны, стало серьёзным ударом по моральному духу правительственных сил. 21 ноября в результате нападения в Фубе погибли девять буркинийских солдат и десять гражданских лиц.
В декабре группа гражданских лиц остановила французскую автоколонну в провинции Кайя, утверждая, что Франция тайно сотрудничает с джихадистами. В ходе другого инцидента, произошедшего в том же месяце, исламисты убили из засады 41 человека, включая популярного ополченца Ладжи Йоро. Йоро был центральной фигурой в организации «Добровольцы в защиту Родины», или сокращенно ДЗР, проправительственном ополчении, которое взяло на себя ведущую роль в борьбе против исламистов.
В ноябре 2021 года, после того как террористы убили 49 солдат и 4 мирных жителя возле золотого рудника на севере страны, в Буркина-Фасо вспыхнули массовые протесты. Протестующие выразили недовольство недостаточным уровнем безопасности и плохим снабжением Вооруженных сил продовольствием. В результате протестов премьер-министр Зерба Ласина подал в отставку.

### Третий этап
15 января по меньшей мере 10 мирных жителей было убиты в результате очередного нападения боевиков-джихадистов, на севере Буркина-Фасо, в деревне Намссигуян в провинции Бам.
В итоге, властями было решено провести военную операцию «Лаабинголь-1», которая происходила на севере страны с 16 по 23 января 2022 года. По данным французских и буркинийских военных, в ходе операции были убиты, ранены или взяты в плен 163 джихадиста, в том числе 60 в сотрудничестве с французскими военными. Правительство Буркина-Фасо заявило, что военными был ликвидирован главарь джихадистов, действующих в районе Кельбо. Вооружённые силы Буркина-Фасо заявили, что в ходе операции потеряли одного солдата и двух раненых, а также захватили много оружия, включая самодельные взрывные устройства.

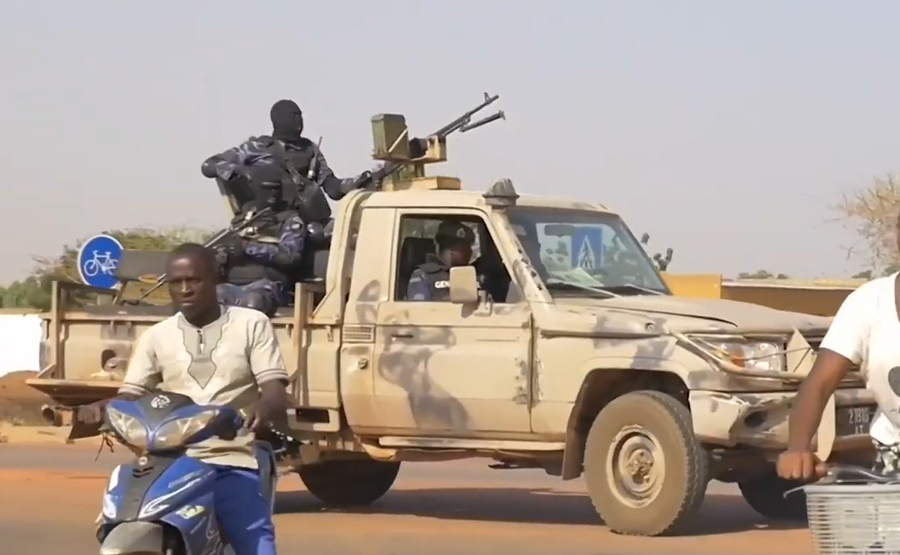
Солдаты Буркина-Фасо после государственного переворота 2022 года.

Однако на этом фоне эта операция была каплей в море и в ночь с 23 на 24 января 2022 года президент Рок Каборе был свергнут военными, а власть перешла к военной хунте «Патриотическое движение за защиту и восстановление». Орган возглавил подполковник Поль-Анри Сандаого Дамиба, лидер хунты был хорошо известен своими широко популярными военными операциями против исламистов. Переворот изначально поддержали многие жители. Дамибо заменил министров правительства (таких как Жильбер Ноэль Уэдраого), которые, как считалось, плохо справились с джихадистами, на более популярных фигур. 
Однако новый режим также не смог справиться с экстремистами и даже уступил некоторые регионы джихадистам и другим боевикам. К сентябрю 2022 года почти 40 % территории Буркина-Фасо контролировалось негосударственными силами. Тем временем Дамиба уволил министра обороны и сам занял этот пост. Общественная поддержка хунты уменьшилась.
С февраля 2022 года северный город Джибо осажден повстанцами.
26 сентября 2022 года колонна снабжения, направлявшаяся в осажденный Джибо, попала в засаду повстанцев. В ходе столкновения было убито 11 солдат и похищено 50 мирных жителей. Инцидент ещё больше подорвал общественное доверие к правительству Дамибы. По этому поводу произошла очередная насильственная смена власти, и главой государства стал капитан Ибрагим Траоре.
24 августа 2024 года боевики Джамаат Нусрат аль-Ислам валь-Муслимин совершили нападение, в ходе которого погибли сотни солдат и гражданских лиц, рывших оборонительные траншеи в департаменте Барсалого на севере Буркина-Фасо.

## Иностранное участие
С началом вооруженных столкновений власти пользовались французской военной помощью, но со временем правительство, военные и общественность стали критиковать Париж за неэффективную поддержку. В качестве альтернативы французам руководство рассматривало возможность привлечения российского ЧВК «Вагнер».
В январе 2024 года российский Африканский корпус в своем официальном Telegram-канале сообщил, что в столицу Буркина-Фасо Уагадугу прибыл российский военный контингент в составе 100 человек и что позднее его численность будет доведена до 300 военнослужащих. Российские военные должны заниматься защитой местного населения от нападений террористов, обучением местных военных, а также охраной «президента переходного периода» Ибрагима Траоре.

## Жертвы и беженцы
В период с 2015 по 2020 год, по данным Обсерватории за демократию и права человека, 436 солдат были убиты и 310 ранены. 1219 мирных жителей были убиты и 349 ранены джихадистами. Ещё 588 человек были убиты и неизвестное количество ранено в результате действий правительственной армии. Потери повстанцев обсерваторией не публиковались.
В 2021 году, как сообщалось, в результате террористических действий погибло более 2000 мирных жителей.
В то же время на фоне столкновений в стране разразился один из самых быстрорастущих кризисов внутреннего перемещения. В том же 2021 году 682 000 граждан, в основном женщины и дети, бежали из своих домов в более безопасные места. К лету 2022 г. количество внутренне перемещенных лиц в Буркина-Фасо увеличилось до 1,9 млн.